# Алушта (винодельческое предприятие)
Государственное предприятие «Алушта» (ранее Совхоз-завод «Алушта»; с 1889 по 1920 год — Виноградное хозяйство Токмакова и Молоткова) — винодельческое предприятие первичного и вторичного виноделия, основанное в 1889 году (национализировано в 1920 году). С 1936 года входит в состав ФГУП ПАО «Массандра».

## История
Виноделие Алушты берёт своё начало в 1830 году. Это связано с возникновением в окрестностях города в селе Романовка винодельческого хозяйства под руководством помещика Даниила Романовича Петреченко. Помещик вместе с графом Михаилом Воронцовым активно занимался виноделием. В винодельческом хозяйстве имелись посадки виноградников сортов: Каберне, Альбильо, Семильон, Кокур белый, Гренаш, Морастель, Шасла и другие, которые в основном использовались для приготовления столовых сухих вин. После смерти помещика руководство предприятием осуществляли родственники Д. Р. Петреченко. Но их деятельность не была успешной и винодельческое хозяйство пришло в запустение.

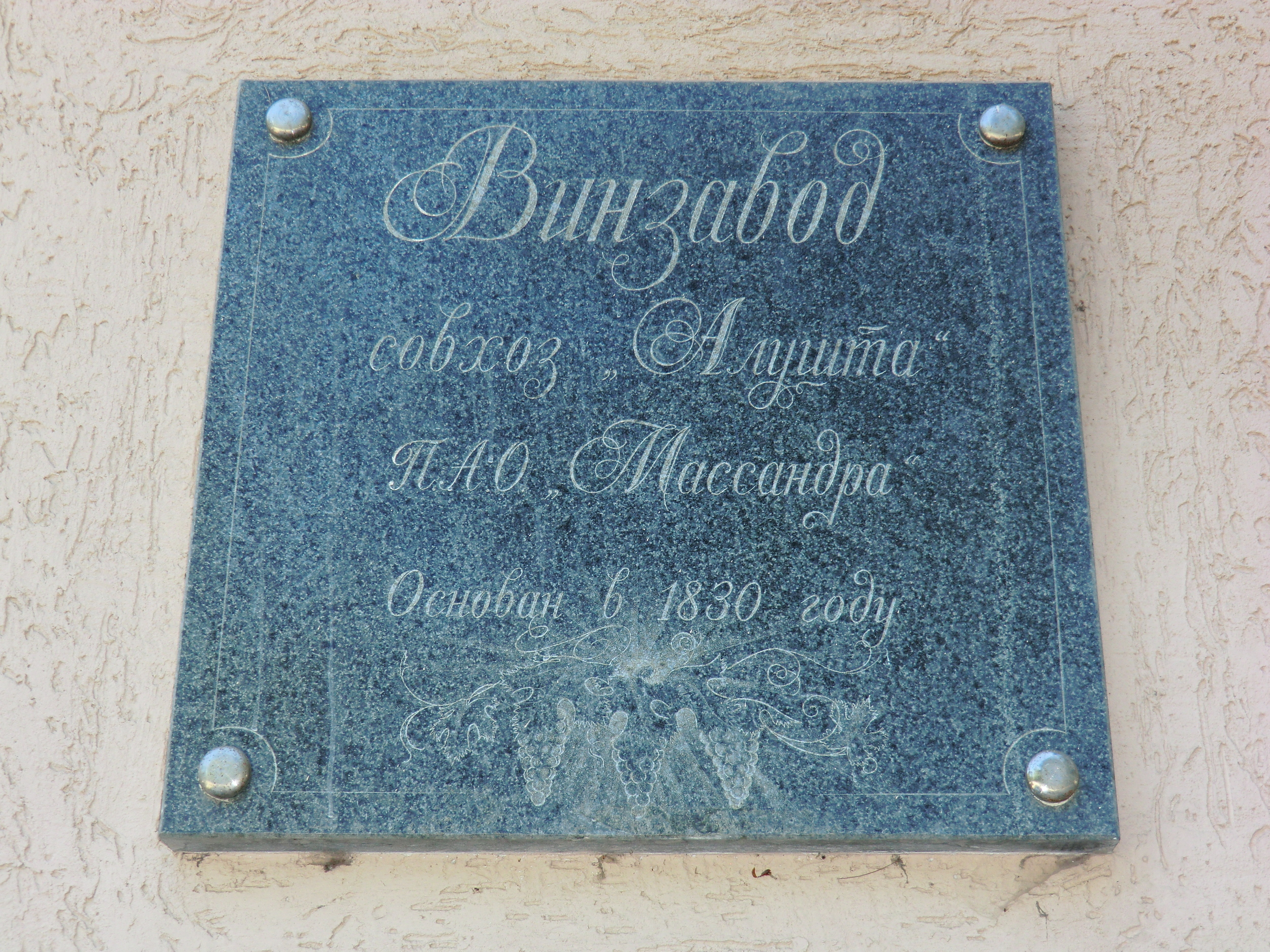
Табличка с датой основания ГП «Алушта»

В 1889 году предприятие приобрёл «Торговый дом Токмакова и Молоткова». И. Ф. Токмаков и его компаньон грамотно подошли к руководству заводом и дела стали налаживаться. Этому способствовал набор высококвалифицированных специалистов в данной отрасли, одним из которых был винодел С. А. Кашин. Изучив особенности климата и почвенного состава данной местности, он пришёл к выводу, что данные условия благоприятны для выращивания сортов винограда использующихся в изготовлении сухих и крепких вин (преимущественно красных). Была увеличена вместимость подвалов для хранения вина и виноматериалов.
Вина торгового дома получили высокие награды на выставках в 1895, 1896, 1909, 1912, 1918 годах, одной из которых была «Всемирная выставка виноделия в Бордо» в 1895 году. В конкурсах участвовали вина «Лафит», «Рислинг», «Бордо» и др.

## О предприятии
После Гражданской войны имущество торгового дома было почти полностью разграблено. В 1920 году было организованно объединение «Южсовхоз», в состав которого вошли бывшие имения помещиков. В это объединение также вошёл совхоз-завод «Токмакова-Молоткова».

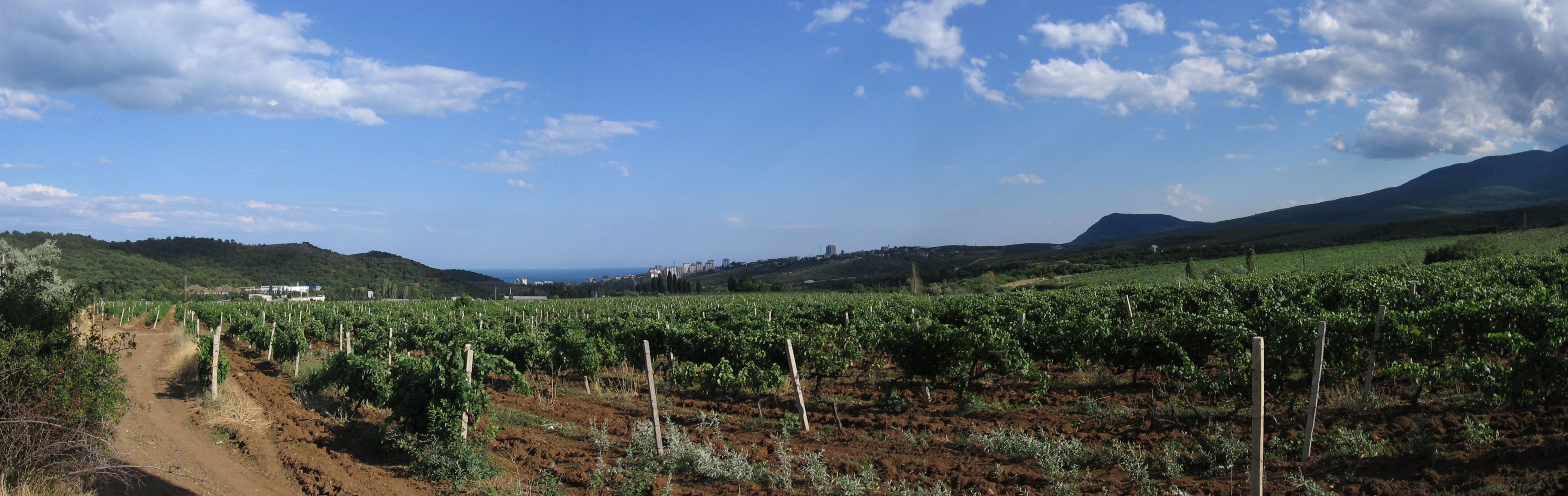
Виноградники Алуштинской долины

В 1936 году комбинатом «Массандра» было объединено несколько винодельческих хозяйств. К объединению также был присоединён совхоз-завод «Алушта». С 1936 года предприятие вошло в состав «Массандры».

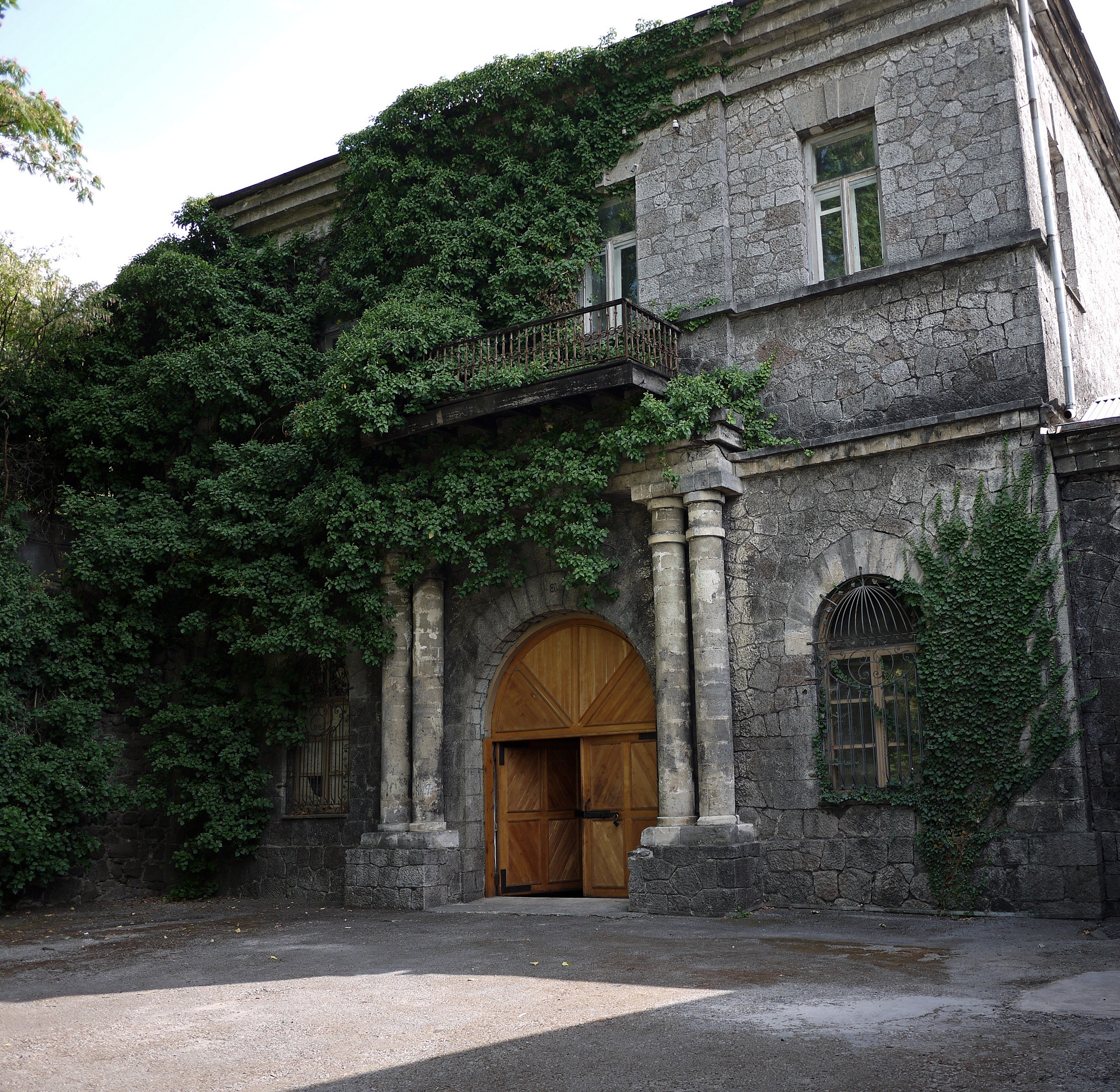
Старинное здание винподвала

В период Великой Отечественной войны большая часть рабочих ушли в партизаны. Во время оккупации Алушты немецко-фашистскими войсками рабочие решили уничтожить весь виноматериал, содержащийся на предприятии. После войны работа завода возобновилась. Было произведено восстановление, а также строительство новых объектов инфраструктуры предприятия.
В 1960—1963 годах построен главный корпус, в котором расположились основные производственные мощности: отделения, цеха и лаборатории.
В 1973—1992 годах на предприятии происходила модернизация устаревшего оборудования.
С 1985 года произошло увеличение процентного содержания столовых сортов винограда в посадках с 25% до 40 %, это было связано с началом антиалкогольной кампании. Сейчас ведутся работы по уменьшению процентного содержания столовых сортов винограда и увеличению процентного содержания технических сортов в насаждениях.
С 1998 года ведётся активная деятельность по омоложению виноградников, так как их возраст составлял на то время более 25 лет.
В настоящее время на предприятии работают 334 человек. Площадь насаждений виноградников составляет 665 га (500 га — технические сорта и 165 — столовые сорта). Сортовой состав насаждений представлен следующими сортами:
- Белые сорта: Алиготе, Альбильо, Вердельо, Кокур белый, Мускат белый, Пино серый, так называемые «токайские сорта» (Фурминт, Харшлевелю), Совиньон зелёный, Ркацители, Семильон[6].
- Красные сорта: Бастардо Магарачский, Каберне-совиньон, Саперави, Красностоп золотовский, Цимлянский чёрный, Мерло, Морастель, Одесский чёрный[6].

В ГП «Алушта» занимаются не только виноделием, также выращивают фрукты (площадь садов 200 га) и табак сорта «Американ Южнобережный» (площадь насаждений 60 га).

## Вина
В Алуштинской долине сложились благоприятные климатические условия для выращивания сортов винограда, использующихся преимущественно для производства столовых сухих и крепких вин.
С 1936 года производится «Портвейн белый Сурож». Награждён 4 золотыми медалями.
В 1937 году на предприятии было разработано самое известное столовое сухое вино «Столовое красное Алушта». Вино было награждено 5 золотыми (3 из них на международных конкурсах) и серебряной медалью на международном конкурсе.
С 1944 года производится вино «Портвейн белый Крымский». Вино на международном конкурсе награждено кубком «Гран-при», 2 золотыми (1 на международном конкурсе) и серебряной медалями. Начался выпуск вина «Портвейн белый Южнобережный». На международных конкурсах награждён 5 золотыми и 1 серебряной медалью. С этого года вырабатывается «Портвейн красный Крымский». Награждён 3 золотыми медалями (2 на международном конкурсе). Произведено вино «Портвейн красный Южнобережный». Вино награждено на международных конкурсах кубком «Гран-при», 4 золотыми и 4 серебряными медалями.
С 1945 года вырабатывается «Кокур десертный Сурож». Награды: 8 золотых и 2 серебряных медали.
В 1951 году было разработано вино «Мадера Массандра». Вино получило 2 золотые медали (1 на международном конкурсе) и серебряную медаль.
В 2000 году начат выпуск вина «Нектар Демерджи». В 2003 году в Ялте на международном конкурсе оно удостоено серебряной медали.
В 2004 году главным виноделом Ю. Ф. Макагоновым были разработаны новые полувыдержанные вина «Корона Роман-Коша белое» и «Корона Роман-Коша красное».
На предприятии 12 мая 2008 года было произведено вино «Легенда Алушты», которое 22 мая 2008 года в Киеве было награждено серебряной медалью.
Вина производимые ГП «Алушта» получили множество наград на международных конкурсах.
Во время визита в Крым 11 сентября 2015 года президента России В. В. Путина и бывшего премьер-министра Италии Сильвио Берлускони в Ялте на предприятии Массандра для гостей была устроена дегустация. Наряду с редкими винами разных лет из коллекции были также поданы вина производства предприятия «Столовое красное Алушта» урожая 1990 и 2000 годов,  «Кокур десертный Сурож» урожая 1990 года и другие.
Как отмечает пресса, В. В. Путин предпочитает «Столовое красное Алушта» с момента его дегустации с президентом Л. Д. Кучмой когда они пробовали урожай 1991 года.

### Крепкие
- 1936 — «Портвейн белый Сурож» — спирт 17,5 %, сахар 9,5 %, титруемых кислот 3—7 г/куб. дм, (4 золотых медали)
- 1944 — «Портвейн белый Крымский» — спирт 17,5 %, сахар 9,5 %, титруемых кислот 3—7 г/куб. дм, (Кубок «Гран-при», 2 золотых и 1 серебряная медали)[10]
- 1944 — «Портвейн красный Крымский» — спирт 17,5 %, сахар 10 %, титруемых кислот 3—7 г/куб. дм, (3 золотые медали)
- 1944 — «Портвейн белый Южнобережный» — спирт 18 %, сахар 10 %, титруемых кислот 4—6 г/куб. дм, (5 золотых и 1 серебряная медали)
- 1944 — «Портвейн красный Южнобережный» — спирт 18 %, сахар 11 %, титруемых кислот 3—7 г/куб. дм, (Кубок «Гран-при», 4 золотых и 4 серебряных медали)[2][11][12]
- 1951 — «Мадера Крымская» — спирт 19 %, сахар 4 %, титруемых кислот 3—7 г/куб. дм, (2 золотых медали)
- 1997 — «Портвейн белый Алушта» — спирт 17 %, сахар 6 %
- 1997 — «Портвейн красный Алушта» — спирт 17 %, сахар 6 %, титруемых кислот 3—7 г/куб. дм
- 1997 — «Портвейн розовый Алушта» — спирт 17 %, сахар 6 %, титруемых кислот 3—7 г/куб. дм
- 2004 — «Корона Роман-Коша белое» — спирт 18,5 %, сахар 5 %, титруемых кислот 4—7 г/куб. дм, (золотая медаль)[13]
- 2004 — «Корона Роман-Коша красное» — спирт 18,5 %, сахар 5 %, титруемых кислот 4—7 г/куб. дм

### Десертные
- 1945 — «Кокур десертный Сурож» — спирт 16 %, сахар 16 %, титруемых кислот 4—7 г/куб. дм, (Кубок «Гран-при», 8 золотых и 2 серебряных медали)[12][14][15]
- 1982 — «Старый нектар» — спирт 16 %, сахар 16 %
- 1998 — «Кагор Партенит» — спирт 16 %, сахар 16 %, титруемых кислот 4—7 г/куб. дм
- 2000 — «Нектар Демерджи» — спирт 16 %, сахар 17 %, титруемых кислот 4—7 г/куб. дм, (2 серебряных медали)[16][17][18].
- 2003 — «Бастардо десертное Алушта» — спирт 16,5 %, сахар 18 %, титруемых кислот 4—6 г/куб. дм, (Кубок «Гран-при», золотая медаль)[13][16][19]
- 2003 — «Мускатель Массандра белый» — спирт 16 %, сахар 15 %, титруемых кислот 5 г/куб. дм
- 2003 — «Мускатель Массандра розовый» — спирт 16 %, сахар 15 %, титруемых кислот 5 г/куб. дм
- 2003 — «Мускатель Массандра чёрный» — спирт 16 %, сахар 15 %, титруемых кислот 5 г/куб. дм
- 2004 — «Мускат Алушта» — спирт 16 %, сахар 18 %, титруемых кислот 4—7 г/куб. дм
- 2006 — «Кагор Венец Алушты» — спирт 16 %, сахар 17 %, титруемых кислот 5 г/куб. дм
- 2006 — «Эдельвейс Алушта» — спирт 16 %, сахар 16 %, титруемых кислот 4—7 г/куб. дм, (серебряная медаль)[13]
- 2008 — «Легенда Алушты» — спирт 16 %, сахар 18 %, титруемых кислот 5—7 г/куб. дм, (серебряная медаль)

### Столовые полусладкие
- 2005 — «Алустон белое» — спирт 9—12 %, сахар 3—5 %, титруемых кислот 6—10 г/куб. дм, (Кубок «Гран-при»)[13][19]
- 2005 — «Алустон красное» — спирт 9—12 %, сахар 3—5 %, титруемых кислот 5—8 г/куб. дм

### Столовые полусухие
- 2008 — «Эврика» — спирт 9—12 %, сахар 0,5—2,5 %, титруемых кислот 6,3 г/куб. дм, (золотая медаль)[3][20]

### Столовые сухие
- 1937 — «Столовое красное Алушта» — спирт 11—13 %, сахар 0,3 %, титруемых кислот 4—6 г/куб. дм, (5 золотых и 1 серебряная медали)[11][12]
- 2000 — «Мерло» — спирт 10—13 %, сахар 0,3 %, титруемых кислот 5—7 г/куб. дм
- 2004 — «Каберне Алушта» — спирт 10—13 %, сахар 0,3 %, титруемых кислот — 6 г/куб. дм, (серебряная и бронзовая медали)[4][13][16]
- 2004 — «Семильон Алушта» — спирт 10—13 %, сахар 0,2—0,3 %, титруемых кислот 5—7 г/куб. дм(2 серебряных медали)[4][16][21][22]
- 2008 — «Кокур» — спирт 9,5—13 %, сахар 0,3 %
- 2008 — «Мерло Алушта» — спирт 10,5—13 %, сахар 0,3 %, титруемых кислот 5—7 г/куб. дм
- 2008 — «Саперави» — спирт 10—13 %, сахар 0,3 %, титруемых кислот 5—7 г/куб. дм
- ? — «Алиготе» — спирт 9—13 %, сахар 0,3 %
- ? — «Каберне» — спирт 10—13 %, сахар 0,3 %, титруемых кислот 5—6 г/куб. дм